# Jera

Jera
Variante des angelsächsischen Futhorc (Gear)

Jera (ᛃ) oder auch Jara ist die zwölfte Rune des älteren Futhark mit dem Lautwert j und fehlt im jüngeren Futhark.
Der rekonstruierte urgermanische Name bedeutet „Jahr“ oder „Ernte“. Die Rune erscheint in den Runengedichten als altenglisch gēar bzw. gotisch gaar.

## Zeichenkodierung
| Unicode Codepoint | U+16C3               | U+16C4           |
| Unicode-Name      | RUNIC LETTER JERAN J | RUNIC LETTER GER |
| HTML              | &#5827;              | &#5828;          |
| Zeichen           | ᛃ                    | ᛄ                |

## Verwendung in der Neuzeit

Flagge des Verbandes Förbundet nationell ungdom

Die nationalistische schwedische Organisation Förbundet nationell ungdom verwendete die Jera-Rune von 1997 bis 2005 auf ihrer Flagge, die wie auch die schwedische Nationalflagge in den beiden Farben Gelb und Blau gestaltet ist.